# Embrace (banda estadounidense)
Embrace fue una banda estadounidense de post-hardcore nacidos en Washington D. C., a mediados de 1985. Fue una de las bandas que ayudaron a procrear el subgénero emotive hardcore, aunque los miembros se han jactado de este término como su creación. La banda incluyó a Ian MacKaye (proveniente de Minor Threat) como su vocalista principal y a tres de sus miembros: Michael Hampton como guitarrista, Ivor Hanson como baterista y Chris Bald como bajista. Michael Hampton e Ivor Hanson habían tocado previamente en la banda S.O.A.. La única grabación de Embrace fue su álbum homónimo, y un sencillo.
Durante el quiebre de Embrace, Ian MacKaye reintegro al baterista de Minor Threat, Jeff Nelson, para crear la banda Egg Hunt. Chris Bald se fue a la banda Ignition, mientras que el baterista Ivor Hanson partió junto con Michael Hampton Manifesto, en 1992.

## Discografía
- Embrace CD (Dischord Records, 1986).

## Miembros
- Ian MacKaye – voces
- Michael Hampton – guitarras
- Chris Bald – bajo
- Ivor Hanson – batería